# 硬膜囊
硬膜囊是位於脊髓和马尾神经周圍的膜鞘以及硬腦膜管。硬膜囊內有腦脊液。硬膜囊一旦破裂可能會引發并发症。病人的腰椎被刺穿時硬膜囊也會被针刺穿。